# Мавзолей Інзова
Мавзолей Інзова, також Церква Святителя Митрофана Воронезького — архітектурно-меморіальна споруда, розташована на Православному цвинтарі міста Болград, Одеська область.

## Архітектура церкви
Пам'ятник являє собою один з небагатьох меморіальних споруд Південної України початку 19-го століття, до збереглися до наших днів.
Споруда являє собою кам'яну однопрестольну церкву в стилі пізнього класицизму, зведену із вапняку і муровану. Церква має вигляд ротонди на невисокому цоколі із колонами навкруг західної частини будівлі. Східна частина обведена пілястрами. Ротонда увінчана куполом із хрестом. Ордер колон і пілястр тосканський. До пантеону ведуть кам'яні сходи. В інтер'єрі церкви зберігся іконостас і фрески, серед яких зображений серед іншого й сам Іван Микитич Інзов.

## Історія

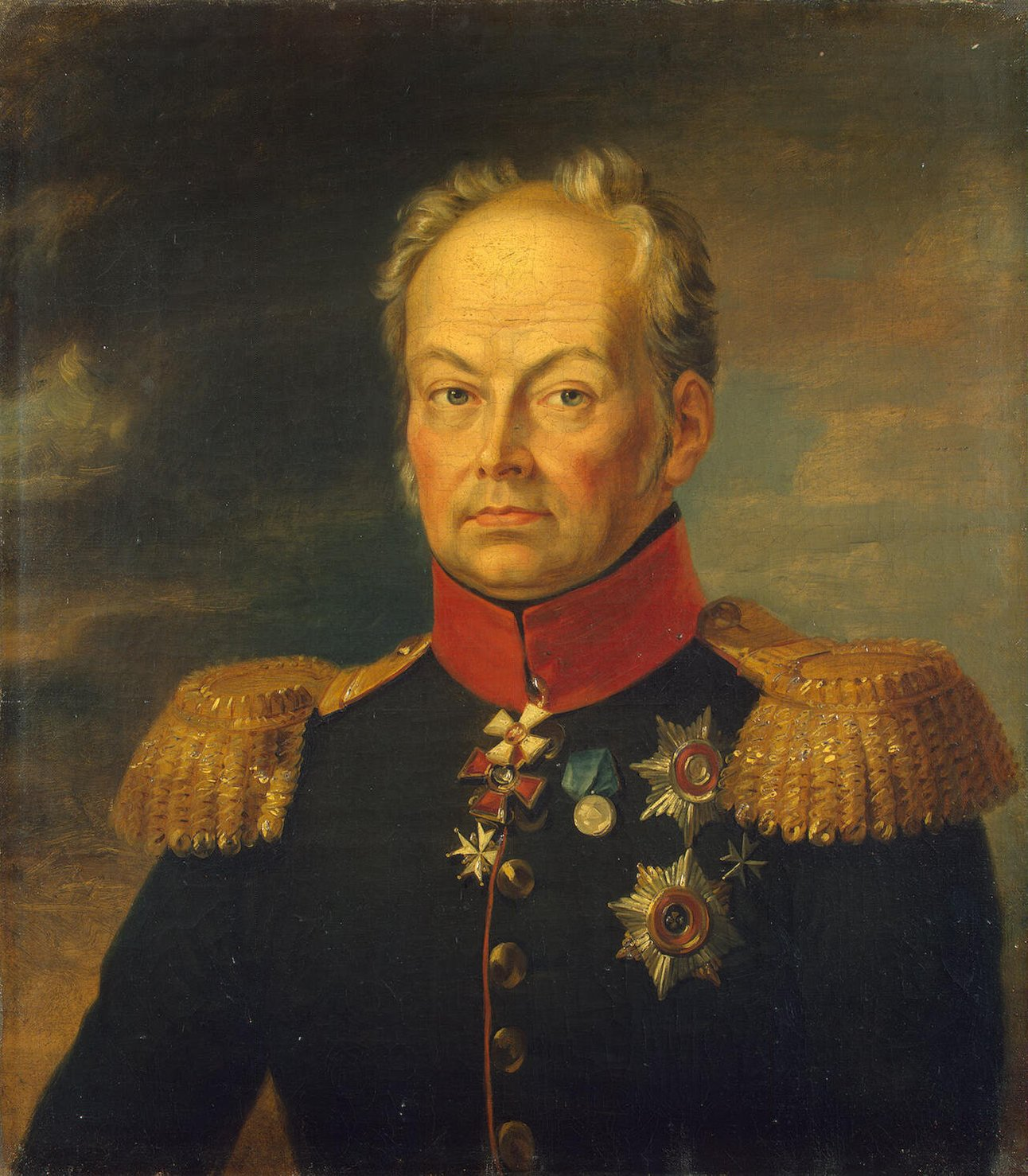
Портрет Івана Інзова, майстерня Джорджа Доу. Ермітаж, Санкт-Петербург

Будівля церкви Святителя Митрофана Воронезького на православному цвинтарі міста Болград була зведена 1840—1844 рр. Після смерті в 1845 році в Одесі голови Опікунського комітету для іноземних поселенців півдня Росії, Івана Микитовича Інзова, за проханням болгарської громади його прах було перенесено в 1846 році до Болграда і поховані в указаній церкві. У похованні узяли участь усі представники усіх громад болгар Бессарабії. В знак пошани домовину несли на руках від самої Одеси до Болграда, близько двохсот верст. За деякими даними люди, що несли труну, частину шляху від цвинтарної брами до церкви пройшли на колінах. 9 червня 2010 року при вході до цвинтаря, був відкритий пам'ятний знак на честь перепоховання праху Івана Інзова. Він являє собою стелу із зображенням Мавзолею Інзова та фігур людей, що несуть домовину із тілом генерала.
Генерал Інзов був похований у особливому склепі в підвальній частині церкви. У 1930-ті роки могила була осквернена, потім відновлена. Наразі знаходиться у задовільному стані. Місце поховання позначено мармуровою плитою із епітафією:
«Здесь покоится раб божий Иоанн Никитич Инзов. Генерал от инфантерии, главный попечитель и председатель попечительного комитета об иностранных поселенцах южного края России. Генерал Инзов родился 23 декабря 1768 года. Скончался в Одессе 27 мая 1845 года. Он дал поселенцам новую жизнь в новом их отечестве. Благодарные болгарские колонисты пожелали перенести в недра своего поселения прах виновника их благоденствия для сохранения имени его в памяти народной. По высочайшему соизволению усердием болгарских колонистов бренные останки генерала И. Н. Инзова перевезены из Одессы и преданы земле в церкви во имя святителя Митрофания в колонии Болград в ноябре месяце 1846 года».— 